# Ljubim
Ljubim (Люби́м) je grad u Jaroslavljskoj oblasti, u Rusiji. Nalazi se na 58°22' sjeverne zemljopisne širine i 40°41' istočne zemljopisne dužine.

## Zemljopisni smještaj
Nalazi se na ušću rijeke Uče u rijeku Obnoru (koja je pritok rijeke Kostrome).

## Stanovništvo
Broj stanovnika: 6.254 (2002.)

## Povijest
Osnovan je 1546., a gradski status je stekao 1777. Ime je dobio po ruskom osobnom imenu, koje je očito u vremenu 15. – 16. stoljeća bilo rasprostranjeno.

## Gospodarstvo
U Ljubimu se nalazi željeznička postaja i drvoprerađivačka industrija, te mesni kombinat.

## Vanjske poveznice
|  | Zajednički poslužitelj ima još gradiva o temi Ljubim |